# 36 безумных кулаков
«36 безумных кулаков» (кит. трад. 三十六迷形拳, палл. Сань ши лю ми син цюань, англ. The 36 Crazy Fists) — гонконгский художественный фильм в жанре комедийного боевика, снятый режиссёром Чэнь Чжихуа по сценарию Ситхоу Оня.

## Сюжет
Молодой человек решает учиться кунг-фу, чтобы отомстить за смерть своего отца, мирного лавочника, который был убит маньчжурскими бандитами. Для этого он отправляется в Шаолинь, но из-за того что его не берут он устраивается в небольшую школу. Но прогресса не видно и парень начинает терять веру до тех пор, пока не встречает бродячего пьяницу. Вскоре пьяница начинает обучать парня настоящему мастерству.

## В ролях
- Сюн Гуан — Ван Даган
- Лау Каюн — Шэнь Хаоцян
- Ям Сайкунь[кит.] — Мо
- Ку Фэн — монах Сыдэ, учитель Дагана
- Мишель Им[кит.] — Хуэйчжу, сестра Дагана
- Пол Чхёнь[кит.] — монах
- Фун Хакъон — соперник Дагана
- Сань Куай[кит.] — головорез
- Чань Лау — чиновник
- Цзян Чжэн — старик-нищий
- Лэй Маньтхай — аббат
- Пак Салик — монах
- Ма Хоньюнь — молодой монах
- Че Тэй

## Производство
Постановкой боевых сцен фильма занимался Джеки Чан.